# Səbinə Babayeva
Səbinə Babayeva (Baku, 1979. december 2. –) azeri énekes. Ő képviselte Azerbajdzsánt a 2012-es Eurovíziós Dalfesztiválon.

## Fellépési helyszínek
- Baku
- London
- Amszterdam
- Budapest[1]

## Albumok
- When the Music Dies.[2]